# Jamat Ul Vida
Jamat Ul Vida (en árabe: جمعة الوداع) significa Viernes de despedida, también llamado al-Yumu'ah al-Yateemah (en árabe: الجمعة اليتيمة) o el Viernes de los huérfanos. Es el último viernes del mes de Ramadán antes de Eid-ul -Fitr.

## Historia
Yumu'ah (viernes) es el día en que se reúnen los hombres musulmanes (las mujeres pueden asistir, pero es necesario) para asistir a la congregación en el lugar de la oración del mediodía. Esto se encuentra en el Corán, en el versículo 9 del capítulo 62 (La Congregación, Viernes):
Oh vosotros que habéis creído, cuando [el adhan] es llamado para la oración en el día de Yumu'ah [Viernes], y luego continuar con el recuerdo de Allah y salir del comercio. Eso es mejor para usted, si usted supiera.
Aunque el islam no pone énfasis específico en cualquier viernes como un día santo, algunos musulmanes consideran éste como el segundo día más sagrado del mes de Ramadán y uno de los días más importantes del año.